# إس. روي كيلي
إس. روي كيلي هو سياسي كندي، ولد في 3 يناير 1897 في سانت جون في كندا. حزبياً، نشط في الجمعية الليبرالية لنيو برونزويك ‏. وقد انتخب عضو الجمعية التشريعية لنيو برونزويك ‏.